# Macrourus
Macrourus és un gènere de peixos actinopterigis de la família dels macrúrids i de l'ordre dels gadiformes.

## Taxonomia
- Macrourus berglax (Lacépède, 1801)[2]
- Macrourus carinatus (Günther, 1878)[3]
- Macrourus holotrachys (Günther, 1878)[3][4]
- Macrourus whitsoni (Regan, 1913)[5][6][7][8][9][10][11]